# Peter Wells (schaker)

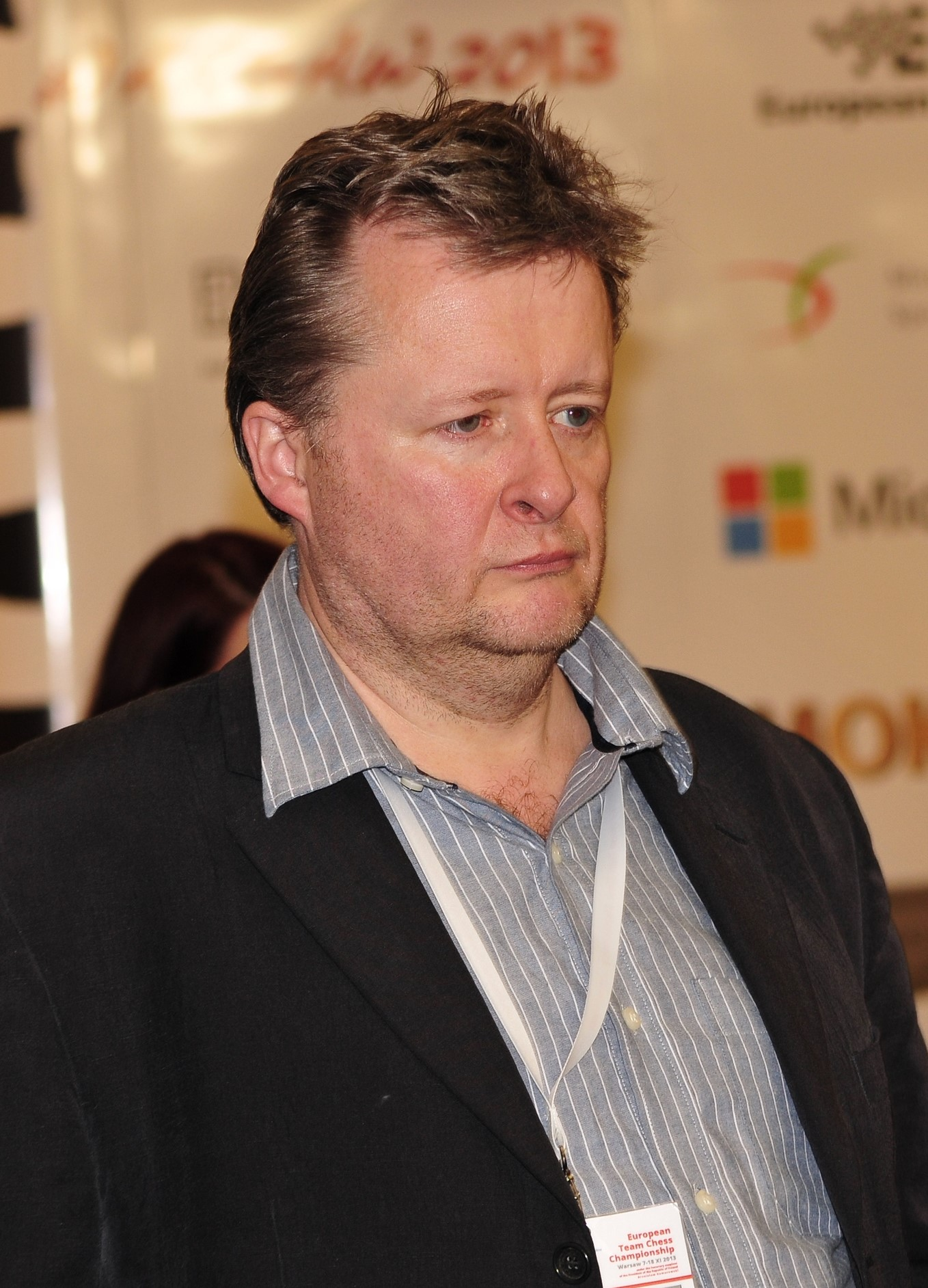
Peter Wells in 2013

Peter Wells (Portsmouth, 17 april 1965) is een Britse schaker en auteur van schaakboeken. Hij is sinds 1994 een grootmeester (GM). 
De door hem geschreven schaakboeken behandelen diverse schaakopeningen. 
- In 1978, 1979 en 1980 won hij in diverse leeftijdscategorieën het Brits jeugdkampioenschap.[2]
- In 1987 werd hij Internationaal Meester (IM), in 1994 grootmeester.
- In 2002, 2003 en 2007 was Wells Brits kampioen rapidschaak.
- Van 4 t/m 11 februari 2005 speelde Wells mee in de Tienkamp Waischenfeld die door hem met 6½ punt gewonnen werd.
- Van 21 t/m 29 oktober 2005 werd in Hoogeveen het Essent Schaaktoernooi verspeeld dat in de Open groep door Baklan met 7 uit 9 gewonnen werd. Peter Wells eindigde met 6 punten op een gedeelde derde plaats.

## Nationale teams
Met het Engelse nationale team nam Peter Wells deel aan de Schaakolympiade 2004 in Calvià, spelend aan het tweede reservebord.  Bij de Schaakolympiade 2014 in Tromsø was hij de captain van het Engelse team. Bij het EK landenteams van 2003 en 2005 speelde hij aan het vierde bord.

## Schaakverenigingen
In de Britse "Four Nations Chess League" (4NCL) speelde Peter Wells in seizoen 1993/94 voor de Barbican Chess Club, van 1996 tot 2004 voor de Slough Chess Club / Sambuca Sharks, waarmee hij in de seizoenen 1998/99 en 1999/2000 kampioen werd, van 2005 tot 2007 voor Hilsmark Kingfisher en sinds 2008 voor White Rose Chess, waarmee hij ook tweemaal deelnam aan de European Club Cup.
In de Duitse bondscompetitie speelde hij in seizoen 1988/89 voor SC Kreuzberg, van 1996 tot 2000 voor SK Passau en in seizoen 2013/14 voor SC Viernheim. In de Oostenrijkse competitie speelde hij van 1997 tot 2005 voor ESV Austria Graz, waarmee hij in 2002/03 kampioen werd, en in seizoen 2009/10 voor Union Styria Graz. In de Nederlandse Meesterklasse was hij van 2000 tot 2002 actief voor Schaakstad Apeldoorn / BIS Beamer Team. In Hongarije speelde hij tot 2001 voor Honvéd Budapest, waarmee hij vier keer deelnam aan de European Club Cup en daarbij in 1995 tweede werd.

## Boeken
- Wells, P. (1994). The Complete Semi-Slav. Henry Holt & Co.. ISBN 978-0805032888.
- Wells, P. (1994). Piece Power. Batsford. ISBN 978-0713475135.
- Wells, P., Osnos, Viacheslav (1998). The Complete Richter-Rauzer. Batsford. ISBN 978-0713478075.
- Wells, P. (1998). The Scotch Game. Sterling. ISBN 978-0713484663.
- Wells, P. (2004). Winning With the Trompowsky. Sterling. ISBN 978-0713487954.
- Wells, P. (2006). Chess Explained – The Queen's Indian. Gambit Publications. ISBN 978-1904600497.
- Wells, P. (2007). Grandmaster Secrets – The Caro-Kann. Gambit Publications. ISBN 978-1904600619.
- Wells, P., Emms, John, Palliser, Richard (2009). Dangerous Weapons: Anti-Sicilians. Everyman Chess. ISBN 978-1857445855.[6]